# Franz Schmidt (Politiker, 1899)
Franz Schmidt (* 3. Oktober 1899 in Südlohn; † 22. Mai 1973 in Bonn) war ein deutscher christdemokratischer Kommunalpolitiker. Er war Oberstadtdirektor von Bochum und Bonn.

## Leben und Wirken
Franz Schmidt legte im Juni 1917 an einem Recklinghäuser Gymnasium sein Notabitur ab und wurde anschließend zur Artillerie eingezogen. Er blieb bis April 1919 im Militärdienst und begann danach ein Studium der Staatswissenschaften in Münster. Nach seiner Promotion 1924 war er für kurze Zeit bei der Landesbank der Provinz Westfalen und der Westdeutschen Treuhandgesellschaft tätig. Ab August 1924 war er zweiter Syndikus der Vereinigten Kaufmannschaft des Stadt- und Landkreises Bochum, drei Monate später wurde er dort erster Syndikus. Im Jahr 1927 wurde er Mitglied des Zentrums. Auf Empfehlung Lambert Lensings bewarb er sich um die Stelle des Direktors des Dortmunder Verkehrs- und Presseamts und übernahm diese zum 1. April 1929. Damit wurde er gleichzeitig ehrenamtliches Mitglied im Vorstand des Westfälischen Verkehrsverbandes. Noch im selben Jahr schloss er sich dem Katholischen Beamtenverein, später auch der Vereinigung katholischer Akademiker an.
1930 heiratete Franz Schmidt Waldraut Erdmann.

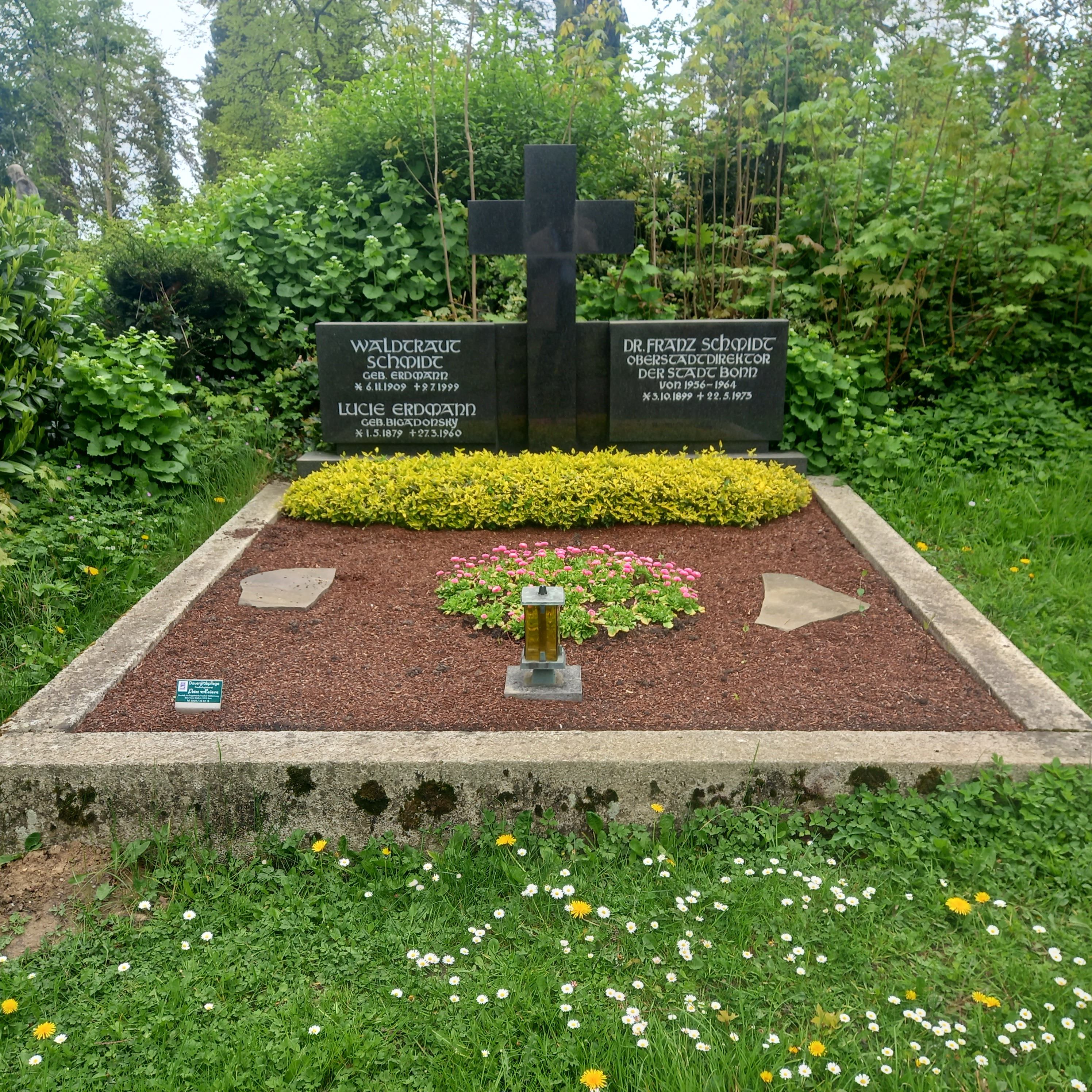
Das Grab von Franz Schmidt und seiner Ehefrau Waltraut geborene Erdmann auf dem Poppelsdorfer Friedhof in Bonn

Nach der „Machtergreifung“ 1933 wurde das Verkehrs- und Presseamt von einem Nationalsozialisten besetzt, Schmidt wechselte in das Wirtschaftsamt. Als sein Nachfolger eine berufliche Veränderung wünschte, kehrte Schmidt in sein altes Amt zurück. Er wurde Mitglied der Nationalsozialistischen Volkswohlfahrt und des Nationalsozialistischen Kraftfahrkorps. Anfang 1935 wurde er Generaldirektor der Westfalenhallen.
Als am 18. August 1935 die Reichswettkämpfe der Sturmabteilung stattfanden, wurden in Dortmund Katholiken beim Kirchgang massiv gestört und behindert. Schmidts Frau äußerte sich daraufhin am nächsten Tag Bekannten gegenüber kritisch. Sie wurde am 27. August verhaftet und für zwei Tage in der Steinwache inhaftiert. Im Rahmen des Verfahrens gegen Schmidts Frau wurde bekannt, dass sich auch Franz Schmidt selbst kritisch gegenüber dem Nationalsozialismus geäußert hatte. Er wurde daraufhin am 2. September 1935 zwangsbeurlaubt und wegen Beleidigung der nationalen Bewegung und ihrer Gliederungen angeklagt. Auf Anordnung des Preußischen und Reichsinnenministeriums sollte aber von einem Verfahren Abstand genommen werden, trotzdem leitete der Dortmunder Oberbürgermeister Willi Banike ein Disziplinarverfahren ein. Es konnten aber keine belastenden Materialien gegen Schmidt gesammelt werden und beide Seiten einigten sich auf eine vorzeitige Versetzung in den Ruhestand zum 26. Februar 1937. Bereits im Herbst 1936 hatte Schmidt eine Stelle als Prokurist in Recklinghausen angenommen.
Nach dem Zweiten Weltkrieg wurde Schmidt 1946 zum Kämmerer der Stadt Bochum berufen und noch im selben Jahr zum Oberstadtdirektor gewählt. 1951 wurde er stellvertretender Direktor des Nordwestdeutschen Rundfunks, 1956 zum Bonner Oberstadtdirektor gewählt. Am 30. Oktober 1964 trat er in den Ruhestand.

## Auszeichnungen
Während des Ersten Weltkriegs wurde Franz Schmidt mit dem Eisernen Kreuz II. Klasse ausgezeichnet. 1964 wurde ihm das Große Bundesverdienstkreuz verliehen.